# Ferdinand Berthoud

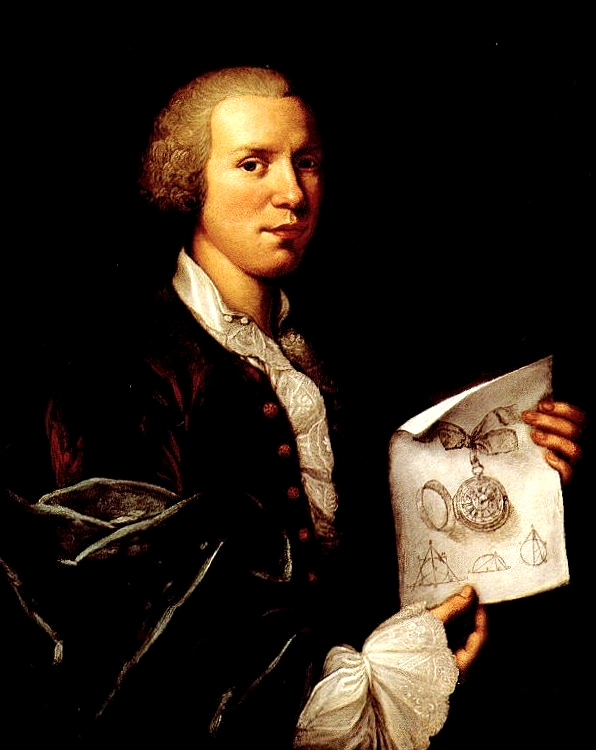
Ferdinand Berthoud

Ferdinand Berthoud (ur. 18 marca 1727 w Plancemont-sur-Couvet (kanton Neuchâtel), zm. 20 czerwca 1807 w Groslay (Val d’Oise)) – francuski zegarmistrz i naukowiec. Tytuł mistrza zegarmistrzostwa zdobył w Paryżu, w 1753 r. Zegarmistrz-Mechanik u boku Króla i w służbie Floty, pozostawił po sobie wyjątkowo bogatą spuściznę, między innymi w dziedzinie morskich chronometrów.

## Życiorys

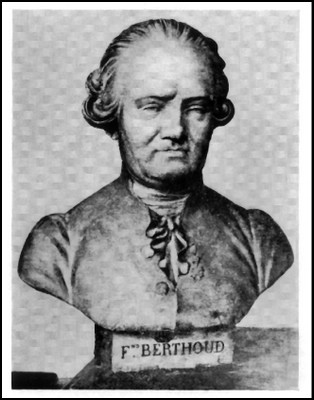
Ferdinand Berthoud

Ferdinand Berthoud urodził się 18 marca 1727 roku, w miejscowości Plancemont, położonej w dolinie Val-de-Travers, w szwajcarskim kantonie Neuchâtel, w mieszczańskiej rodzinie zegarmistrzów i konstruktorów zegarów.
Jego ojciec, Jean Berthoud, był mistrzem ciesielskim i architektem. Należał do stanu mieszczańskiego w Couvet oraz burżuazji kantonu Neuchâtel, był również sędzią ziemskim Val-de-Travers w latach 1717–1732. Jego matka, Judith Berthoud (1682-1765), pochodziła z Couvet.
Berthoud miał czterech braci: Abrahama (1708-?); Jeana-Henry’ego (1710-1790) – sędziego ziemskiego Val-de-Travers, sekretarza sądowego w Verrières, adwokata w Cressier oraz rzeczoznawcy w dziedzinie zegarmistrzostwa; kreślarza Jeana-Jacques’a (1711-1784); oraz rolnika i konstruktora zegarów mechanicznych, radcy w Couvet, Pierre’a (1717-?). Ten ostatni poślubił w 1741 r. Marguerite Borel-Jaquet, z którą miał dwóch synów: Pierre’a Louisa (1754-Paryż, 1813) oraz Henriego (? -Paryż, 1783), którego kariera zawodowa była ściśle powiązana z karierą jego wuja Ferdinanda.
Berthoud miał również dwie siostry: Jeanne-Marie (1711-1804) i Suzanne-Marie (1729- ?).
W roku 1741, w wieku lat czternastu, Ferdinand Berthoud rozpoczyna naukę zegarmistrzowską w Couvet, u swojego brata, Jeana-Henry’ego, pobierając jednocześnie solidne wykształcenie w dziedzinie nauk ścisłych. 13 kwietnia 1745 roku kończy szkolenie i otrzymuje świadectwo ukończenia praktyki zegarmistrzowskiej.
W roku 1745, 18-letni Ferdinand Berthoud przeprowadza się do Paryża, gdzie zamierza doskonalić się w zegarmistrzowskim rzemiośle. Jako czeladnik, próbuje swoich sił u boku paryskich mistrzów. Niektóre źródła pisane podają, iż terminował przez pewien czas u Juliena Le Roy, ucząc się szybko i czyniąc niebywałe postępy. Pracował tam wspólnie z Pierre’em Le Roy (1717-1785), synem swojego mistrza, który później stanie się jego rywalem.
Dnia 4 grudnia 1753 r., na mocy decyzji Królewskiej Rady Stanu, wbrew przepisom cechowym, ale w drodze przychylności francuskiego monarchy, Ferdinand Berthoud, w wieku zaledwie 26 lat, zdobywa oficjalny tytuł Mistrza Zegarmistrzostwa.
Począwszy od 1755 roku zostaje mu powierzone zadanie zredagowania kilku artykułów z dziedziny zegarmistrzostwa dla Wielkiej Encyklopedii Francuskiej, wydawanej w latach 1751–1772 pod kierownictwem pisarza i filozofa Diderot (1713-1784) oraz matematyka i filozofa d’Alembert (1717-1783).
Swoją pierwszą specjalistyczną rozprawę Ferdinand Berthoud publikuje w roku 1759, pod tytułem L’Art de conduire et de régler les pendules et les montres, à l’usage de ceux qui n’ont aucune connaissance d’horlogerie. Pozostałe jego prace wymienione są w rozdziale „Dzieła”.
W 1763 roku Ferdinand Berthoud zostaje wezwany przez Króla do przetestowania w Londynie, wraz z matematykiem i członkiem Królewskiej Akademii Nauk, Charles’em-Etienne’em Camusem (1699-1768) oraz astronomem Josephem-Jérôme’em Lefrancois de La Lande (1732-1807), chronometru morskiego H4 Sir Johna Harrisona (1693-1776). Berthoud jest zawiedziony wyprawą, gdyż Harrison przedstawia mu wyłącznie swoje zegary H1, H2 i H3 (w zamian za rekompensatę w wysokości 500 funtów), kategorycznie odmawiając pokazania słynnego H4, najbardziej zaawansowanego ze wszystkich.
Podróż Ferdinanda Berthoud do Londynu co prawda nie pozwala mu zbliżyć się do legendarnego H4, natomiast otwiera przed nim angielskie środowisko naukowe, które to, z uwagi na jego wybitne dokonania i publikacje z dziedziny zegarmistrzostwa, 16 lutego 1764 r. przyjmuje Berthoud do Royal Society w Londynie, mianując „zagranicznym członkiem stowarzyszonym”.
W roku 1764, z rozkazu Króla, Akademia Nauk nakazuje swoim dwóm członkom, Duhamelowi du Monceau oraz księdzu Chappe d’Auteroche’owi, wypróbowanie na morzu morskiego chronometru nr 3 Ferdinanda Berthoud. Ten ostatni osobiście dostarcza zegar do Brestu i bierze udział w próbie. Testy odbywają się na statku L’Hirondelle.
W 1765 r. Ferdinand po raz drugi wyprawia się do Londynu, aby, za pośrednictwem saksońskiego Ministra, hrabi Henryka Brühla (1700-1763), spotkać się z Harrisonem. Harrison ponownie odmawia Berthoud pokazania swoich prac, ponieważ doskonale zdaje sobie sprawę z tego, iż ten mógłby je wykorzystać na potrzeby francuskiej Floty. Ostatecznie to Thomas Mudge (1715-1795), angielski zegarmistrz słynny z opracowania pierwszego swobodnego wychwytu kotwicowego oraz członek Board of Longitude, opisuje zasadę działania zegara H4, choć nigdy nie udało mu się go obejrzeć (Harrison za opisanie swojego zegara żądał astronomicznej kwoty 4.000 funtów).
7 maja 1766 r. Ferdinand Berthoud adresuje do Księcia de Praslin (1712-1785), hrabi Choiseul i Ministra Marynarki, rozprawę, w której przedstawia swoje plany zbudowania Chronometrów Morskich nr 6 i nr 8. W zamian prosi o przyznanie mu honorarium w wysokości 3.000 liwrów jako rekompensatę za pracę przy konstrukcji poprzednich zegarów oraz na poczet przyszłych kosztów związanych z budową dwóch nowych chronometrów morskich, według techniki angielskiej. W rozprawie tej Berthoud otwarcie formułuje pragnienie uzyskania tegoż wynagrodzenia oraz nadania mu tytułu Zegarmistrza-Mechanika u boku Króla i w służbie Floty. W zamian, obiecuje poświęcić się doskonaleniu chronometrów morskich i wyliczeniom nawigacyjnym. 24 lipca 1766 r. Król zatwierdza projekt i wydaje zgodę na sfinansowanie budowy dwóch chronometrów morskich.
W celu przetestowania precyzji działania nowych chronometrów morskich, 3 listopada 1768 r. Książę de Praslin przekazuje zegary nr 6 i nr 8 podróżnikowi i hydrografowi, hrabi de Fleurieu (1738-1810), chorążemu królewskiej marynarki, któremu towarzyszy ksiądz kanonik Pingré (1711-1796), astronom i geograf marynarki oraz członek Królewskiej Akademii Nauk. Ich misja polega na wypróbowaniu zegarów na korwecie żaglowej L’Isis, w trakcie podróży tam i z powrotem między Rochefort a kolonią Saint-Domingue. Wyprawa trwa dziesięć miesięcy, a testy na chronometrach zostają zwieńczone sukcesem. Obserwacje poczynione przez hrabiego de Fleurieu są opublikowane w 1773 r. pod tytułem „Voyage fait par ordre du roi, pour éprouver les horloges marines”.
W roku 1769 Ferdinand Berthoud sprowadza do Paryża z Couvet (Szwajcaria) swojego bratanka, Pierre-Louisa Berthouda (1754-1813), znanego jako Louis Berthoud, młodego i utalentowanego zegarmistrza i konstruktora zegarów, aby ten u boku wuja mógł kontynuować naukę. Louis pomaga przy realizacji i konserwacji morskich chronometrów, które Ferdinand opracowuje na potrzeby francuskiej i hiszpańskiej Marynarki.
1 kwietnia 1770 roku, za sprawą sukcesów, jakie na morzu odniosły Chronometry nr 6 i nr 8, Ferdinand Berthoud otrzymuje tytuł Zegarmistrza-Mechanika przy boku Króla i w służbie Floty, a wraz z nim honorarium w wysokości 3.000 liwrów rocznie oraz obowiązek sprawowania nadzoru nad konstrukcją morskich chronometrów. Król składa u niego zamówienie na realizację 20 zegarów.
Sukces nadchodzi bardzo szybko, a chronometry Berthoud biorą udział w licznych wyprawach testowych i podróżach kartograficznych.
W 1771 roku Jean-Charles Borda (1733-1799), pod dowództwem markiza Crenne, Jeana-Renégo Antoine’a z Verdun (1741-1805), wstępuje na pokład fregaty La Flore. Rozpoczyna kampanię testową morskich chronometrów, udając się na Wyspy Kanaryjskie oraz na Antyle. Bordzie, kapitanowi okrętu La Boussole, w wyprawie na Wyspy Kanaryjskie oraz do wybrzeży Afryki w latach 1774 i 1775 towarzyszy hrabia de Chastenet de Puységur (1752-1809), kapitan korwety żaglowej L’Espiègle.
1 sierpnia 1785 roku, Ferdinand Berthoud powierza hrabiemu Jeanowi-François de La Pérouse’owi (1748-1788), kapitanowi L’Astrolabe, pięć zegarów, z którymi ten wyrusza w podróż dookoła świata, z zamiarem uzupełnienia odkryć dokonanych przez Jamesa Cooka (1728-1779) na wybrzeżach Pacyfiku. Na skutek tragicznego wypadku, zabrane na pokład chronometry przepadają wraz z L’Astrolabe’m w wodach oceanu, w roku 1788, w pobliżu wysp Santa Cruz (wyspy Salomona).
W 1791 r. Berthoud oddaje cztery chronometry morskie na potrzeby kampanii prowadzonej przez Antoine’a de Bruni d’Entrecasteaux (1737-1793), który to, na prośbę Króla Ludwika XVI, objął dowodzenie dwóch fregat, wyruszając na poszukiwanie załogi hrabiego La Pérouse.
W 1795 roku Ferdinand Berthoud zostaje mianowany Członkiem rezydentem pierwszej klasy sekcji Sztuk Mechanicznych Instytutu Narodowego (Instytut Francji). W momencie wybuchu Rewolucji przenosi się do Luwru, gdzie, pobierając państwowe wynagrodzenie, nie ustaje w pracy nad swoimi zegarami i kontynuuje nadzór nad chronometrami morskimi. Jednocześnie i ponad wszystko, jego wysiłki skupiają się na publikacji najważniejszego dzieła: Histoire de la Mesure du temps [Przyp. tłum. Historia pomiaru czasu], (1802).
17 lipca 1804 r. Ferdinand Berthoud, jako członek Instytutu Francji, otrzymuje od Napoleona tytuł Kawalera Legii Honorowej.
Dnia 20 czerwca 1807 roku, bezdzietny Berthoud umiera w wieku lat 80. Zostaje pochowany w Groslay, w dolinie Montmorency (departament Val d’Oise), gdzie stoi pomnik ku jego pamięci.
Kariera Ferdinanda Berthouda jest nadzwyczajna, podobnież jak okresy historyczne, w jakich przyszło mu żyć: od epoki Oświecenia, poprzez Rewolucję, po I Cesarstwo Francuskie. Jego geniusz, doceniony przez współczesne mu pokolenie, pozwolił mu zostać członkiem Instytutu Narodowego oraz zdobyć szczytną pozycję Zegarmistrza-Mechanika u boku Króla i w służbie Floty pod panowaniem Ludwika XV, Ludwika XVI, a także w okresie Cesarstwa.

## Dzieło

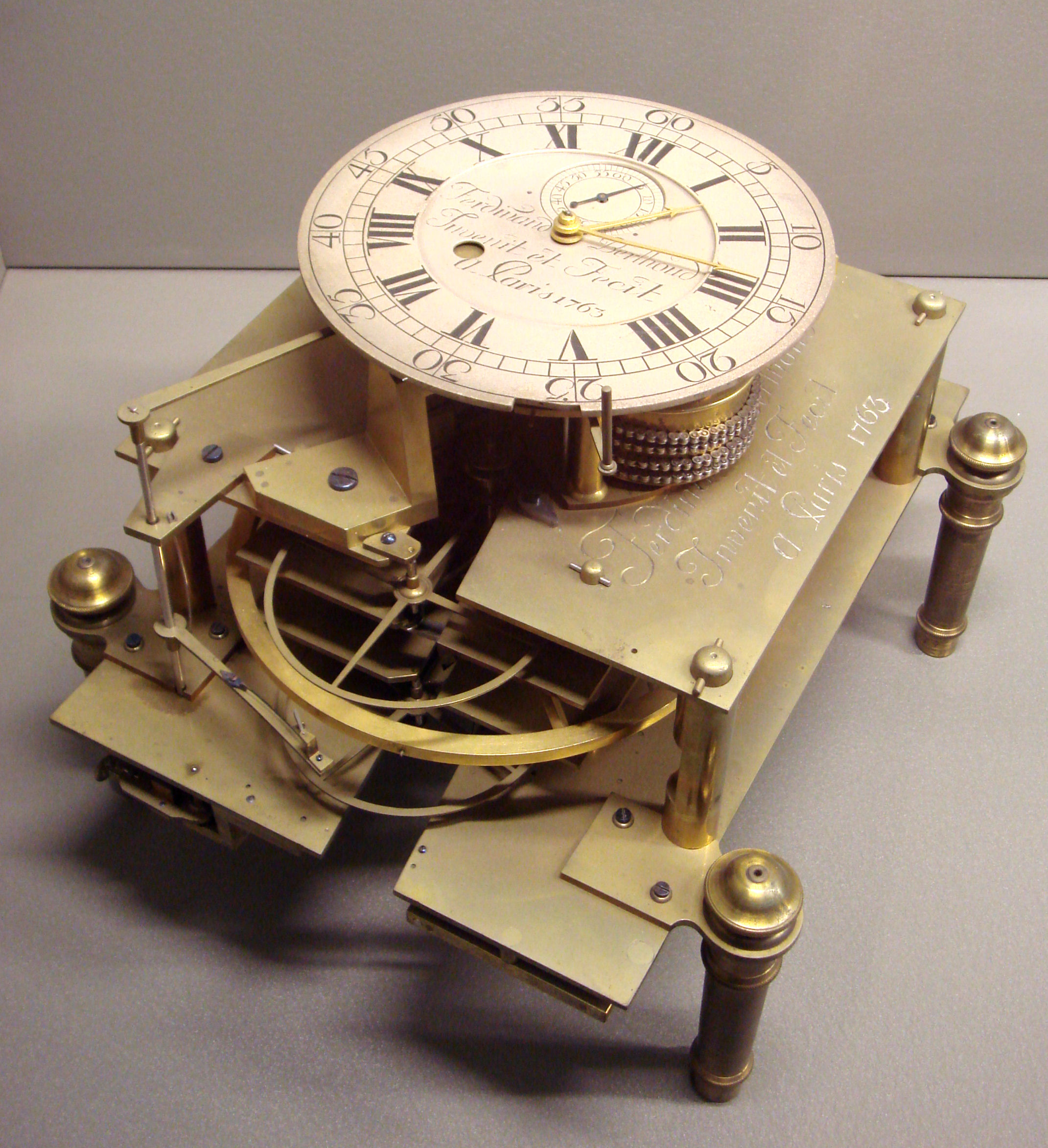
Ferdinand Berthoud granatowy zegar No2 z silnikiem sprężynowym i podwójną osią wahadłową 1763

W roku 1752, w wieku 25 lat, siedem lat po przybyciu do Paryża, Ferdinand Berthoud poddaje pod ocenę Królewskiej Akademii Nauk zegar wahadłowy z poprawką zwaną równaniem czasu, udowadniając tym samym swój ponadprzeciętny talent zegarmistrzowski. Matematyk i astronom Charles Etienne Camus (1699-1768) oraz Pierre Bouguer (1698-1758), matematyk, fizyk i słynny hydrograf, obaj członkowie Akademii Francuskiej, wydają w odpowiedzi bardzo pochlebny raport, podkreślając wyjątkową jakość jego prac.
Berthoud parokrotnie składa w Królewskiej Akademii Nauk zapieczętowane karty z własnymi projektami. 20 listopada 1754 r. przedstawia w tej formie plan budowy Maszyny służącej do pomiaru czasu na morzu, który jednak nie doczeka się publikacji. Jest to jego pierwszy projekt morskiego chronometru. Pieczęć lakowa zamykająca karty zostanie otwarta dopiero w 1976 r. przez Prezydenta Akademii.
13 grudnia 1760 r. zegarmistrz oddaje do Królewskiej Akademii Nauk pracę zatytułowaną „Mémoire sur les principes de construction d’une Horloge de Marine”, opisującą zasady konstrukcji słynnego Chronometru Morskiego nr 1, i którego budowa zostanie ukończona z początkiem 1761 roku. Berthoud dołączy do projektu uzupełnienie, złożone 28 lutego 1761 roku. Zegar zostanie zaprezentowany w kwietniu 1763 roku, w Królewskiej Akademii Nauk.
W roku 1754 Akademia Nauk zatwierdza zegar wahadłowy z poprawką zwaną równaniem czasu autorstwa Ferdinanda Berthoud.
Berthoud pragnie poświęcić się badaniom naukowym, a zdobytą wiedzę zamierza rozpowszechniać na drodze publikacji. Ta podwójna orientacja umożliwia mu szybką integrację ze środowiskiem naukowym swojej epoki. Zostaje mu powierzona redakcja kilku artykułów dla Wielkiej Encyklopedii Francuskiej, wydawanej w latach 1751–1772, pod kierownictwem Diderot (1713-1784) i d’Alembert (1717-1783).
W roku 1759 publikuje rozprawę popularnonaukową, która odniesie znaczący sukces: L’Art de conduire et de régler les pendules et les montres. A l’usage de ceux qui n’ont aucune connaissance d’horlogerie. Wydany w roku 1763 obszerny esej zatytułowany L’Essai sur l’horlogerie ; dans lequel on traite de cet Art relativement à l’usage civil, à l’Astronomie et à la Navigation również wzbudza duże zainteresowanie. To popularnonaukowe dzieło spotka się z bardzo dobrym przyjęciem i zostanie przetłumaczone na kilka języków, doczekując się paru wznowień na przestrzeni XVIII i XIX wieku.
Rok 1763 stanowi przełom w karierze Berthoud, która od tego momentu związana będzie trwale z postępami czynionymi w morskiej nawigacji. Po raz kolejny, Akademia Nauk ma w tym swój udział jako świadek i pośrednik: zegarmistrz nakazuje odpieczętowanie dwóch projektów złożonych w 1760 i w 1761 roku. Opisują one chronometr morski nr 1. Kolejnego roku, 29 sierpnia, Ferdinand Berthoud składa kolejny zapieczętowany dokument dotyczący „konstrukcji zegara morskiego...”.

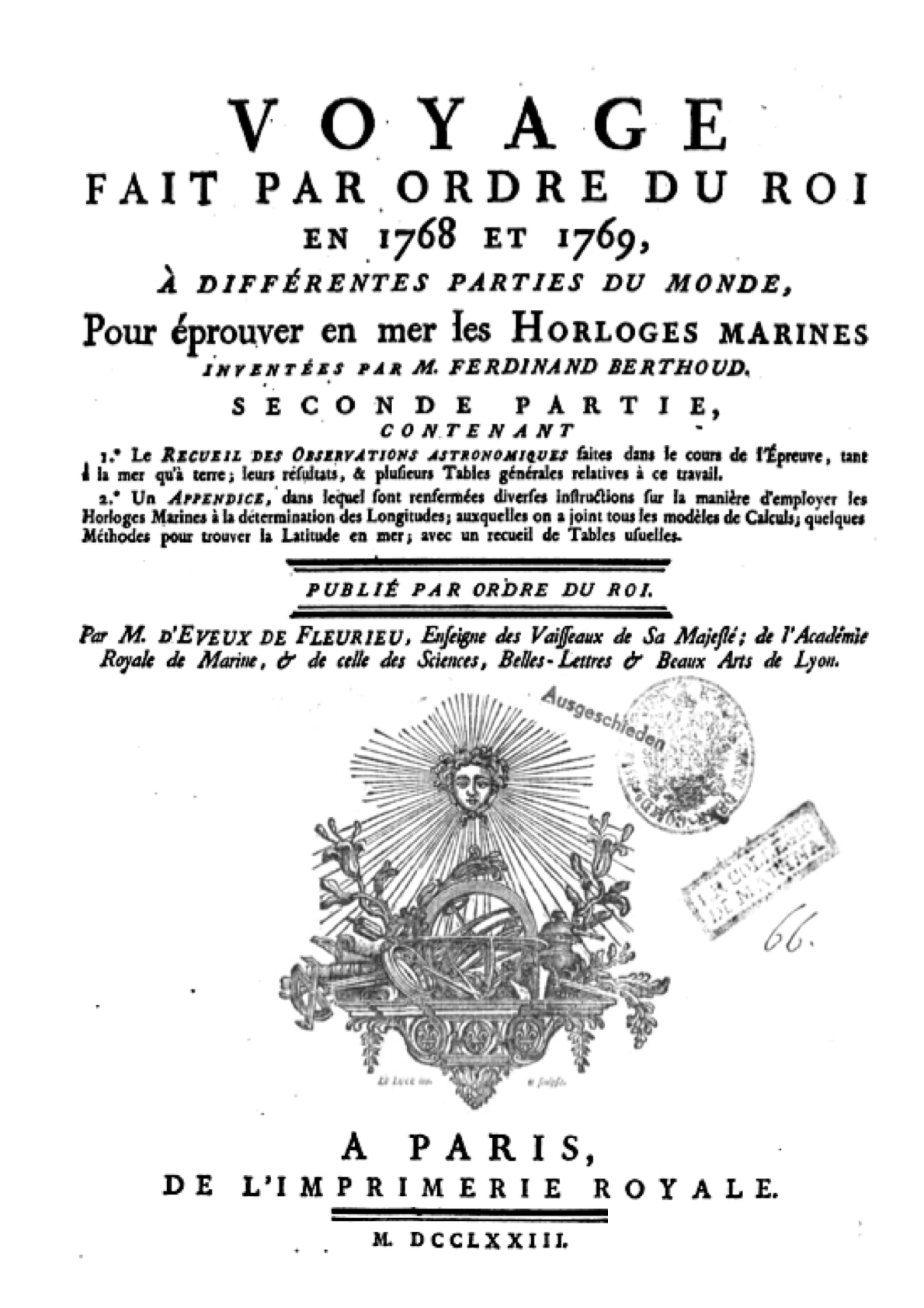
Zegar Berthouda, Voyage wykonany na zamówienie Ludwika XV, 1768-1769

Regularnie realizowane projekty, będące odpowiedzią na szczegółowe zamówienia, nadają rytm jego pracy. 7 maja 1766 r. proponuje konstrukcję dwóch chronometrów morskich. Będą to chronometry nr 6 i nr 8, przechowywane w paryskim muzeum rzemiosła i techniki – Musée des arts et métiers. Po zwieńczonych sukcesem testach tychże zegarów, Ferdinand Berthoud otrzymuje 1 kwietnia 1770 r. „Tytuł Zegarmistrza-Mechanika u boku Króla i w służbie Floty, sprawującego nadzór nad konstrukcją Chronometrów morskich”.
W 1773 roku publikuje Traité des horloges marines, contenant la théorie, la construction, la main-d’œuvre de ces machines, et la manière de les éprouver, pour parvenir, par leur moyen, à la rectification des Cartes Marines et à la détermination des Longitudes en Mer. Rozprawa ta ma charakter pionierski ze względu na fakt, iż opisuje wszystkie elementy niezbędne do konstrukcji morskiego chronometru. Dzięki niej, prace Berthoud nabierają wierzytelności, między innymi w stosunku do jego konkurentów w sferze badań nad obliczaniem długości geograficznej na morzu, jak Harrison czy Pierre Le Roy (1717-1785).
Dwa lata później, w 1775 roku, Ferdinand Berthoud publikuje nowe dzieło, Les longitudes par la mesure du temps ou méthode pour déterminer les longitudes en mer avec le secours des horloges marines, suivie du recueil des tables nécessaires au pilot pour réduire les observations relatives à la longitude et à la latitude. Książka jest wydana ponownie w roku 1785.
W 1787 r. zegarmistrz ogłasza rozprawę De la Mesure du Temps ou supplément au traité des horloges marines et à l’Essai sur l’horlogerie, contenant les principes d’exécution, de construction et d’épreuves des petites horloges à longitudes et l’application des mêmes principes de construction aux montres de poche, ainsi que plusieurs construction d’horloges astronomiques, przetłumaczoną na język niemiecki w roku 1798.
W 1792 r. Ferdinand Berthoud wydaje traktat Traité des montres à Longitudes contenant la construction, la description & tous les détails de main-d’œuvre de ces Machines ; leurs dimensions, la manière de les éprouver etc., w którym zaleca stosowanie koła balansowego z regulacją na sprężynie spiralnej (strona 172), dla zapewnienia lepszego izochronizmu.
Cztery lata później, w roku 1796, oddaje do druku Suite du Traité des montres à longitudes, contenant: 1° la construction des montres verticales portatives, 2° la description et les épreuves des petites horloges horizontales plus simples et plus portatives pour servir dans les plus longues traversées.
W 1802 r. Ferdinand Berthoud wydaje jedno ze swoich najważniejszych pism: Histoire de la mesure du temps par les horloges, będące świadectwem jego ponadprzeciętnych umiejętności w dziedzinie mechaniki zegarowej.
W 1807, roku swojej śmierci, Berthoud ogłasza ostatnie dzieło, zatytułowane Supplément au Traité des montres à Longitudes avec appendice contenant la notice ou indication des principales recherches ou des travaux faits par Ferdinand Berthoud sur divers parties des machines qui mesurent le temps depuis 1752 à 1807. Jego wydanie zostanie wznowione w latach 1816 i 1838.
Niestrudzony eksperymentator, pomysłowy i odważny konstruktor, wynalazca pałający chęcią rozpowszechniania swojej wiedzy, Ferdinand Berthoud nie tylko uczestniczył w procesie doskonalenia sztuki zegarmistrzowskiej, ale również promował stosowanie precyzyjnych zegarów we współczesnych mu naukach, przyczyniając się do ich rozwoju. Był jedynym zegarmistrzem, który w sposób metodyczny i szczegółowy opublikował wszystkie rezultaty swoich badań. Obdarzony autentycznym umysłem inżyniera-naukowca oraz odznaczający się niezwykłą pracowitością, Ferdinand Berthoud, spośród wszystkich zegarmistrzów swojej epoki, był tym, który zrealizował największą ilość doświadczeń.
Berthoud pozostawił po sobie wyjątkowo rozległą spuściznę, zarówno w dziedzinie chronometrów morskich, dekoracyjnych zegarów i mechanizmów wahadłowych, specjalistycznych narzędzi oraz naukowych przyrządów pomiarowych, jak i w sferze edycji, publikując dziesiątki specjalistycznych dzieł i rozpraw, obejmujących ponad 4000 stron i 120 tablic z ilustracjami.
Tytuły, przywileje, dowody wdzięczności, jakimi naznaczona jest jego kariera, od czasów Ludwika XV po I Cesarstwo, składane mu hołdy oraz poświęcone mu badania, do dziś podkreślające doniosłość jego dokonań, stanowią wyraz tego, jak ważne miejsce Berthoud zajmuje w historii dążenia do precyzyjności.

## Dzieła
- L’Art de conduire et de régler les pendules et les montres. A l’usage de ceux qui n’ont aucune connaissance d’horlogerie, 1759;
- Essai sur l’horlogerie, dans lequel on traite de cet art relativement à l’usage civil, à l’astronomie et à la navigation, en établissant des principes confirmés par l’expérience, 1763 i 1786;
- Traité des horloges marines, contenant la théorie, la construction, la main-d’œuvre de ces machines, et la manière de les éprouver, pour parvenir, par leur moyen, à la rectification des Cartes Marines et à la détermination des Longitudes en Mer, 1773 (Czytaj w internecie [archiwum]);
- Eclaircissemens sur l’invention, la théorie, la construction, et les épreuves des nouvelles machines proposées en France, pour la détermination des longitudes en mer par la mesure du temps, 1773;
- Les longitudes par la mesure du temps, ou méthode pour déterminer les longitudes en mer, avec le secours des horloges marines. Suivie du Recueil des Tables nécessaires au Pilote pour réduire les Observations relatives à la Longitude & à la Latitude, 1775.
- De la mesure du temps, ou supplément au traité des horloges marines, et à l’essai sur l’horlogerie ; contenant les principes de construction, d’exécution & d’épreuves des petites Horloges à Longitude. Et l’apparition des mêmes principes de construction, &c. aux Montres de poche, ainsi que plusieurs constructions d’Horloges Astronomiques, &c., 1787 (Czytaj w internecie [archiwum])
- Traité des montres à Longitudes contenant la construction, la description & tous les détails de main-d’œuvre de ces Machines ; leurs dimensions, la manière de les éprouver etc. 1792;
- Suite du Traité des montres à longitudes, contenant: 1° la construction des montres verticales portatives, 2° la description et les épreuves des petites horloges horizontales plus simples et plus portatives pour servir dans les plus longues traversées, 1796;
- Histoire de la mesure du temps par les horloges, 1802;
- Supplément au Traité des montres à Longitudes avec appendice contenant la notice ou indication des principales recherches ou des travaux faits par Ferdinand Berthoud sur divers parties des machines qui mesurent le temps depuis 1752 à 1807, 1807.

Wystawa:
Międzynarodowe muzeum zegarów w La Chaux-de-Fonds w Szwajcarii, poświęciło mu w 1984 r. wystawę zatytułowaną Ferdinand Berthoud horloger du roi, która następnie przeniosła się do paryskiego Muzeum Morskiego, gdzie była prezentowana od 17 stycznia do 17 marca 1985 r.
Dzieło Ferdinanda Berthoud jest eksponowane na wystawach stałych w wielu muzeach na całym świecie, między innymi w CNAM we Francji, w szwajcarskim Międzynarodowym Muzeum Zegarów – MIH, czy np. w Londynie, w British Muzeum.